# Ангаур
Ангаур (палау Ngeaur, англ. Angaur, яп. アンガウル) — остров и одноимённый штат в микронезийском государстве Палау в Тихом океане.

## География

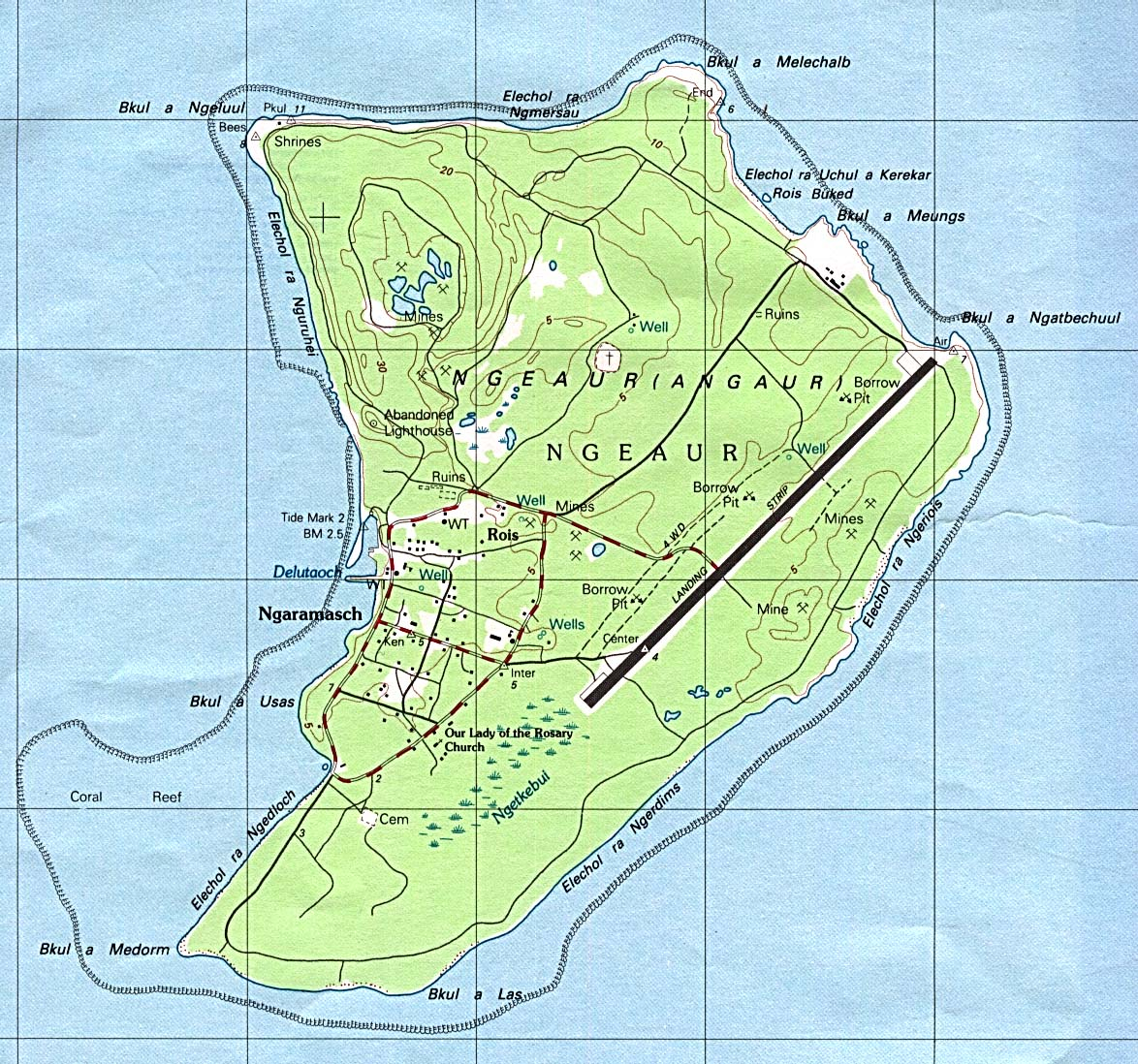
Карта штата Ангаур

Ангаур находится примерно в 10 км к юго-западу от острова Пелелиу. Ближайший материк, Азия, расположен в 2500 км. Площадь острова составляет 8,4 км². Ангаур имеет коралловое происхождение и представляет собой поднятый атолл. Восточный берег острова покрыт песком и камнями, а в западной расположена небольшая естественная бухта и маяк. Имеются небольшие месторождения фосфоритов, которые добывались до 1955 года.
Климат на Ангауре тропический. Случаются циклоны. Поверхность острова покрыта болотистыми местностями и небольшими лесами. Одной из особенностей местной фауны является то, что на Ангауре обитают одичавшие макаки, являющиеся потомками обезьян, выпущенных на острове во время германской оккупации.

## История

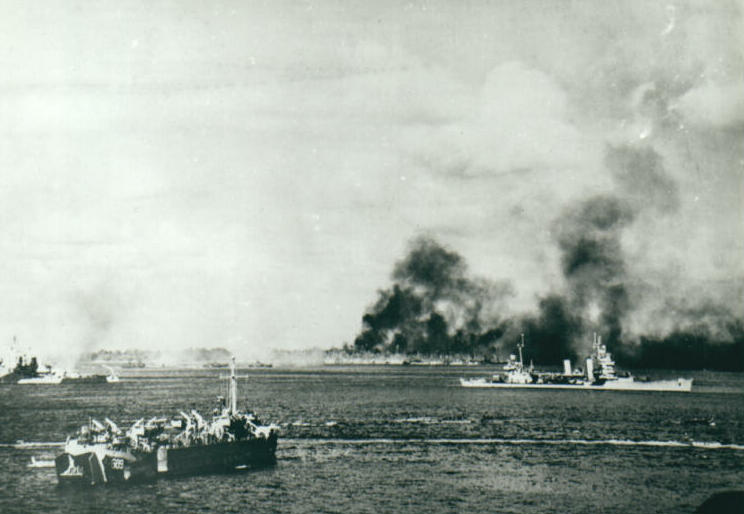
Бомбардировка острова в годы Второй мировой войны

Открытые немцами в 1906 году месторождения фосфоритов сыграли важную роль в истории Ангаура. В 1907 году на острове высадились представители консорциума немецких банков и фирм, которые занимались разработками этого полезного ископаемого. Отказавшись от переговоров с верховным вождём (потому что это была женщина), они выбрали пятерых вождей местных кланов, которых отвезли в Корор. Там, за 500 марок и несколько раковин, которые служили традиционными деньгами на острове, вождям было предложено продать право на разработку фосфоритов немецким колонизаторам. Отказавшихся от этого предложения, немцы силой вынудили подписать договор. Последовавшая жалоба верховного вождя Ангаура немецким колониальным представителям на Западных Каролинских островах привела лишь к выплате дополнительных 700 марок без права получения каких-либо доходов (роялти) от разработок полезного ископаемого и подписания нового справедливого договора.
В 1914 году остров Ангаур, как и другие острова Микронезии, принадлежавшие Германии, были захвачены Японией. В качестве компенсации за месторождения фосфоритов на острове германские колонизаторы получили $1 739 960. Разработкой же полезных ископаемых занялась японская компания «Nan'yō Keiei Kumiai», которую, однако, из-за постоянных жалоб со стороны населения лишили лицензии в октябре 1915 года, а ответственность за добычу фосфоритов взяло на себя японское военно-морское правительство. В 1927 году контроль за разработками взяло на себя гражданское колониальное правительство. Основными работниками на шахтах стали выходцы с Марианских островов, Палау, Чуука и Япа, которые вербовались местными вождями, получавшими вознаграждение. В 1936 году колониальное правительство передало права на разработки фосфоритов на Ангауре компании «Nan'yō Takushoko Kaisha», которое увеличило добычу полезного ископаемого, вынудив кланы, проживавшие в северной части острова, переселиться в южную. Это в будущем послужило причиной разногласий и враждебности между островитянами. В годы Второй мировой войны фосфориты стали цениться не только в качестве основы для сельскохозяйственных удобрений, но и использовались для производства взрывчатки. В результате значительная часть местных жителей была переселена на остров Бабелдаоб, а к концу войны более половины острова оказалась не пригодной для проживания и какой-либо человеческой деятельности. В общей сложности, японцы добыли чуть менее 3 млн м³ фосфоритов, в то время как немцы — всего 156 тыс. м³.

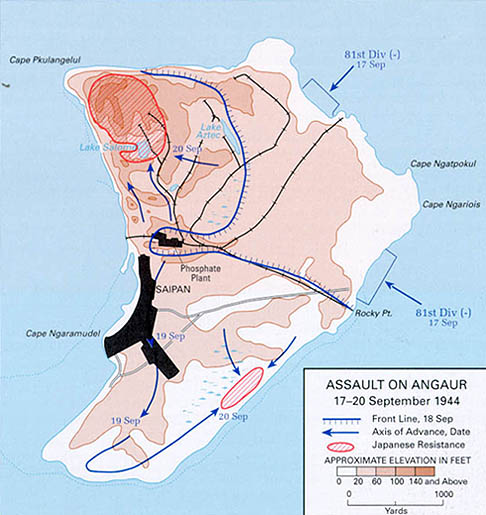
Карта сражения за Ангаур

Ангаур был одним из мест сражений в годы Второй мировой войны. На острове до сих пор сохранилось множество американских и японских боевых реликвий. Американские войска вторглись на остров 17 сентября 1944 года. Основной целью США был захват действовавшей на Ангауре взлётно-посадочной полосы, которая использовалась японскими военными, для предотвращения фланговых воздушных ударов по американским войскам, продолжавшим освобождение Филиппин. Сражение, продолжавшееся в течение месяца, закончилось победой американцев.
После окончания мировой войны, в июне 1946 года, разработка фосфоритов была продолжена, но уже американской компанией «J.H. Pomeroy Company». Общие запасы полезного ископаемого к тому времени оценивались в 1 млн м³. Роялти в расчёте $0,25 за тонну фосфоритов выплачивались командующему Марианских островов, который, в свою очередь, перечислял их в трастовый фонд, деньги из которого использовались в интересах жителей Ангаура. Тем не менее, добыча фосфоритов лишь усугубляла положение местного населения, которое страдало от дефицита земли для сельскохозяйственных нужд. Кроме того, ухудшались экологические условия. В ходе конференции по Ангауру на Гуаме, организованной в октябре 1949 года, было принято решение об увеличении роялти до $0,60 за тонну, а также организации гидрологических исследований. Тем не менее местные вожди выступали за полное прекращение разработок. Гидрологическое исследование острова было проведено в декабре 1949 года. Согласно его результатом, дальнейшее расширение разработок фосфоритов на север острова, где находились крупнейшие запасы, могли бы привести к серьёзным экологическим последствиям. Тем не менее учёные были уверены, что заполнение водой карьеров, которые образовались в результате разработок, и создание озёр могут способствовать восстановлению земель, подвергнутых сильному антропогенному фактору. Исходя из этого факта, представители Ангаура согласились на компромисс. В результате было подписано новое соглашение, согласно которому американская администрация обязалась контролировать процесс восстановления земель и уровень воды в новых водоёмах. Кроме того, роялти были увеличены до $2 за тонну. В 1951 году американцы вновь попытались добиться права на расширение разработок на север острова, однако жители вновь выступили против этого. Окончательно добыча фосфоритов на Ангауре была прекращена в 1955 году.
С 1945 по 1978 года на острове действовала передающая радиостанция, входившая в радионавигационную систему наземного базирования LORAN.

## Население
В 2005 году численность населения Ангаура составляла 320 человек. Остров образует один из 16 штатов Палау. Официальные языки штата Ангаур — палау, английский и японский. Согласно данным переписи 2005 года, из 292 жителей Ангаура в возрасте от 5 лет и старше 264 говорили дома только на языке палау, 26 говорили на английском, и двое на филипино. Крупнейший населённый пункт и одновременно столица штата Ангаур — деревня Нгарамаш (англ. Ngaramasch), расположенная на западном побережье острова. Другой населённый пункт, Роис (англ. Rois), расположен к востоку от Нгарамаша. Имеется взлётно-посадочная полоса.